# Shinjuku Sumitomo Building
Le Shinjuku Sumitomo Building (新宿住友ビルディング, Shinjuku Sumitomo birudingu) est un gratte-ciel haut de 210 m situé dans le quartier d'affaires de Nishi Shinjuku à Tokyo. Ce bâtiment est le siège social de la firme Sumitomo.
Il a fait l'objet d'une rénovation importante achevée en 2020 comprenant la couverture des extérieurs autour du building (toit verrière) ainsi que d'un renforcement parasismique (amortisseurs, etc.) et sécuritaire en cas de coupure énergétique (groupes électrogènes, etc.) pour le building lui-même.